# Duas testemunhas

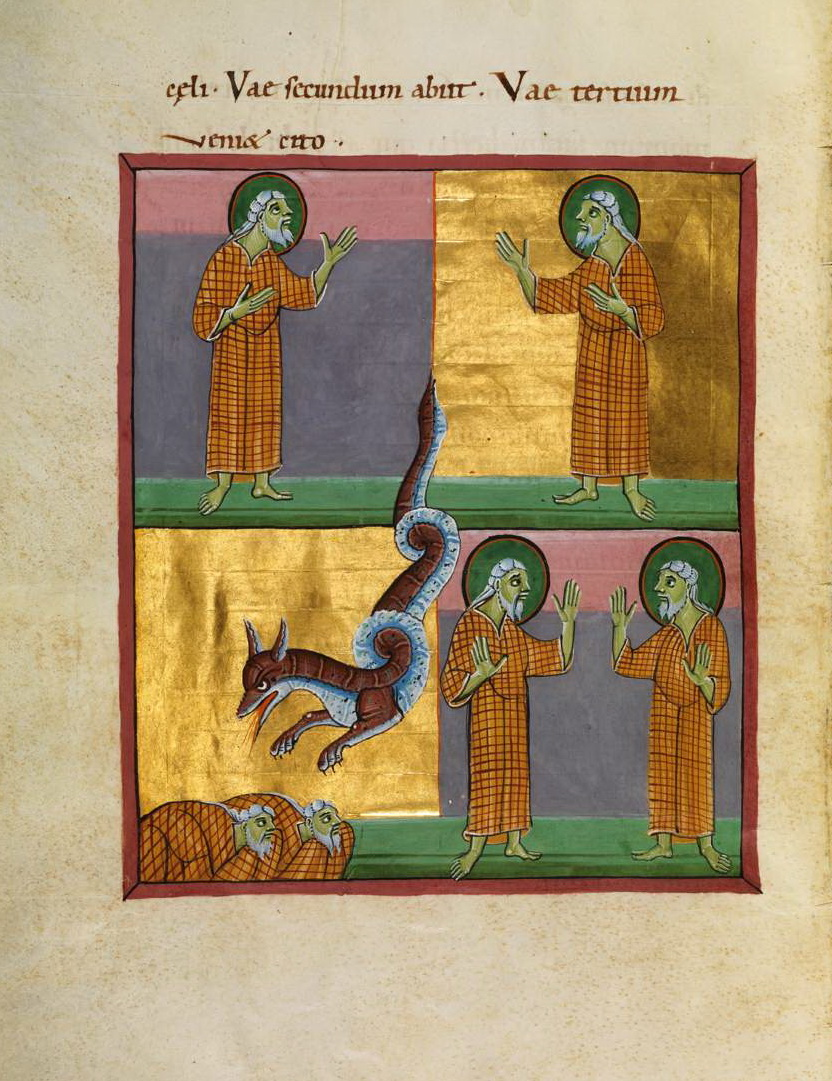
As duas testemunhas, descrito no Apocalipse de Bamberg, em um manuscrito no século XI.

As duas testemunhas são dois profetas de Deus que são vistos em uma visão por João na ilha de Patmos, e que aparecem durante o Segundo ai (a sexta trombeta) no Livro do Apocalipse (Apocalipse 11:1–14).
As duas testemunhas tem sido diversas vezes identificada pela teologia como dois indivíduos, como dois grupos de pessoas ou dois conceitos. Cristãos dispensacionalistas acreditam que os eventos descritos no Apocalipse ocorrerão antes e durante a Segunda Vinda de Cristo e atentam para associar as referências do Apocalipse com a história ou acontecimentos atuais.

## Narrativa Bíblica
João relata que o átrio do Templo de Deus está agora para as nações durante 42 meses. Durante este período de 1 260 dias (ou 42 meses, ou 3½ anos), as duas testemunhas terão autoridade para profetizar, vestidas de saco. Elas são descritas como duas oliveiras e dois castiçais que antecedem o Senhor na terra. Ambos são capazes de devorar seus inimigos com fogo que que sairá de suas bocas. Também, eles tem sobre o céu e as águas e são capazes de ferir com toda sorte de pragas. Depois do seu testemunho de 42 meses, a Besta do Apocalipse é liberada por Deus para matar as duas testemunhas. Durante três dias e meio, o povo da terra comemora-se a morte das duas testemunhas que as atormentavam. Então, Deus ressuscita as duas testemunhas, e a chama-as para cima para ascender ao céu. Logo após, acontece um grande terremoto e mata 7000 mil homens, destruindo um quarto da cidade.

## Interpretação adventista
"Relativamente às duas testemunhas, declara mais o profeta: “Estas são as duas oliveiras, e os dois castiçais que estão diante do Deus de toda a Terra.” “Tua Palavra”, diz o salmista, “é lâmpada para meus pés, e luz para o meu caminho.” Apocalipse 11:4; Salmos 119:105. As duas testemunhas representam as Escrituras do Antigo e Novo Testamentos. Ambos são importantes testemunhas quanto à origem e perpetuidade da lei de Deus. Ambos são também testemunhas do plano da salvação. Os tipos, sacrifícios e profecias do Antigo Testamento apontam para um Salvador por vir. Os evangelhos e as epístolas do Novo Testamento falam acerca de um Salvador que veio exatamente da maneira predita pelos tipos e profecias."
Ellen G. White - O Grande Conflito Cap. 15